# Morunaș macedonean
Morunașul macedonean (Vimba melanops) este un pește dulcicol de talie mijlocie din familia ciprinide endemic în Balcani. Este răspândit în bazinul nordic al Mării Egee, de la bazinul fluviului Marița până la cel al Pinios (Turcia europeană, Grecia, Bulgaria. Macedonia). Trăiește în râuri și pârâuri, de obicei, cu un curent relativ rapid. Lungimea totală a corpului de până la 280 mm. Se deosebește de la alte specii de Vimba din Europa prin: absența carenei postdorsale (în urma înotătoarei dorsalei), înotătoarea anală cu 15-18½ (de obicei, 16½) radii ramificate.  În epoca de reproducere, masculii au o dungă neagră largă medio-laterală, iar abdomenul și obrajii devin albi. Reproducerea are loc în mai-iunie. Depune icrele pe funduri pietroase, în apele de mică adâncime, bogate în vegetație și bine oxigenate. Se hrănește în principal cu organisme zoobentonice: viermi, larve de insecte, moluște lamelibranhiate, crevete de apă dulce și larve de țânțari; consumă și resturi vegetale.